# Kanalen (Trondheim)
Skabelon:Infoboks geografi
Kanalen er en kanal i Trondheim. Den går ind fra Trondheimsfjorden øst for Skansen og løber i nordøstlig og østlig retning mod Nidelven. Kanalen løber syd for Brattøra og nord for Midtbyen og består af Vestre kanalhavn vest for Ravnkloa, Østre kanalhavn fra Ravnkloa til Jernbanebrua og Gryta mellem Jernbanebrua og Nidelva.

## Beskrivelse
Syd for Kanalen løber Fjordgata fra Nidelven hen til Ravnkloa, med en række brygger. Ravnkloa har i flere århundreder været brugt til køb og salg af fisk og skalddyr, og herfra sejler båden til Munkholmen. Vest for Ravnkloa er Sandgata den gade, der ligger tættest på Kanalen.
På Brattøra ligger, fra øst mod vest, vejene og kajerne Gryta og Fosenkaia langs Østre kanalhavn. Derefter kommer Ravnkloløpet, som er en lille kanal, der munder ud i fjorden lige overfor Ravnkloa. Vest for denne ligger Vestre kanalhavn.
Der går fire broer over Kanalen: to vejbroer, en jernbanebro og en gang- og cykelbro. Brattørbrua, den østligste, er en klapbro med bevægelige broklapper og har en gennemsejlingshøjde på 5,3 meter. Jernbanebrua er en klapbro, som går over Kanalen i forlængelse af Søndre gate og hen til Trondheim Centralstation. Skansenbrua er en klapbro på Dovrebanen, og nord for den, ved småbådehavnen ved Skansen, ligger Svingbrua, som er en gang- og cykelbro, der kan drejes til side for at åbne for bådtrafik. Broen bliver åbnet for bådtrafik omkring 1500 gange om året. Skansentunnelen fører Nordre avlastningsvei og riksvei 706 under Kanalen.

## Historie
Nidelven fungerede historisk som havn for Trondheim, hvilket de gamle bryggefacader stadig vidner om. Tiller-skredet i 1816 førte store mængder løsmateriale ned i Nidelven og gjorde den lavvandet og dermed mindre egnet til skibsfart. Efter opmudring i løbet af 1800-tallet fik Brattøra, som oprindeligt var en lille sandø vest for udløbet af Nidelven, sin nuværende form.
I 1825 blev der bygget en kaj, hvor Skansen Station nu ligger. Kajen, som blev kaldt Langbrua, blev efter en udvidelse i 1838 den vigtigste kaj for passagertrafik i Trondheim. Enten lagde passagerskibene til der, eller passagererne blev roet ud til og fra skibene i fjorden.
Toldkasserer Aage Claudius Schult foreslog i 1840 at bygge en mole ud mod fjorden for at forbedre havneforholdene for mindre både. Grossererne med brygger langs Nidelven modsatte sig dette, men planen blev efterhånden vedtaget af byrpdet. I 1853 tilsluttede også de statslige myndigheder sig planen. Kanalen blev udgravet, men var stadig for lavvandet.
Stadsingeniør Carl Adolf Dahl fremlagde nye havneplaner, og i 1876 vedtog byrådet en ny havneplan, så Meråkerbanen og Størenbanen kunne føres til det opmudrede område på over 200 mål nord for byen (Brattøra). Trondheim Havn blev udbygget i perioden 1878–1902 med Dahl som udbygningsleder frem til 1887. I 1921 blev også Dovrebanen ført til Brattøra.

## Galleri
- Brattørbrua
- Jernbanebrua
- Skansen med Skansenbrua og Kanalen øverst på billedet
- Fløttmann (1906)
- Julinat 2012